# 33274 Beaubingham
33274 Beaubingham è un asteroide della fascia principale. Scoperto nel 1998, presenta un'orbita caratterizzata da un semiasse maggiore pari a 2,5718087 UA e da un'eccentricità di 0,0977139, inclinata di 8,02397° rispetto all'eclittica.